# Isidor Sadger
 (octobre 2012).
Si vous disposez d'ouvrages ou d'articles de référence ou si vous connaissez des sites web de qualité traitant du thème abordé ici, merci de compléter l'article en donnant les références utiles à sa vérifiabilité et en les liant à la section « Notes et références ».
Isidor Isaak Sadger, est un médecin et psychanalyste autrichien né à Neu Sandec, en Galicie, le 29 décembre 1867 et mort dans le  ghetto et camp de concentration de Theresienstadt vers 1942.

## Biographie et travaux
Il rejoint le groupe de psychanalystes réunis autour de Freud en 1906 puis interrompt sa participation à la Société psychanalytique de Vienne en 1930. 